# Shamokin (miasto)
Shamokin – miasto w Stanach Zjednoczonych, w stanie Pensylwania, w hrabstwie Northumberland. W 2010 roku liczyło 7374 mieszkańców.